# Miercurea Ciuc
Miercurea Ciuc ouvirⓘ, em húngaro Csíkszereda, é uma cidade da Roménia, no distrito de Harghita com 41852 habitantes. É a capital do distrito.
A cidade tem maioria de mais de 80% de habitantes de etnia sícula (magiares).
Desde 1980 que todos os anos se realiza em julho o Festival de Música Antiga, com entrada livre, no castelo Mikó.

## Referências

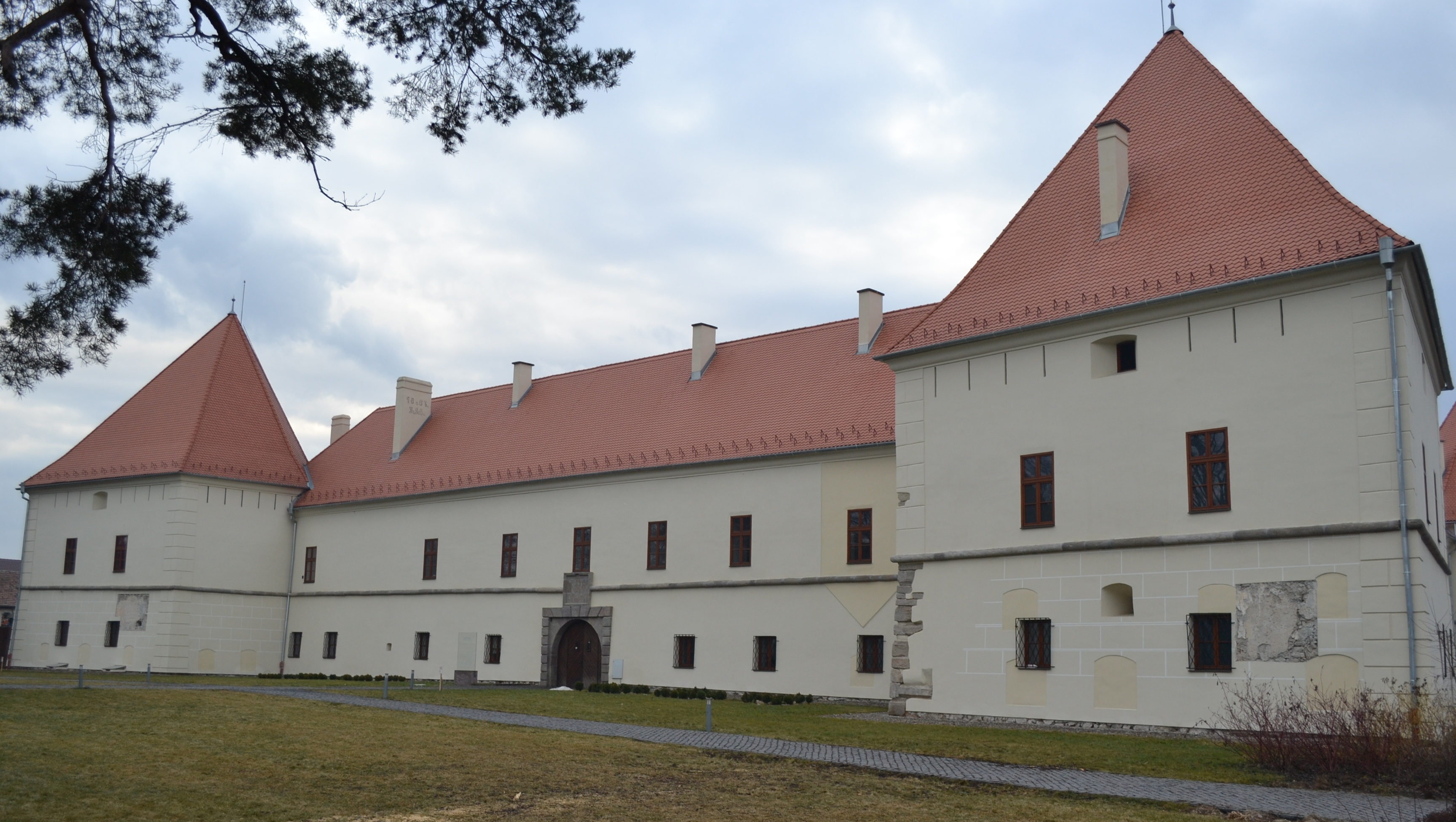
Castelo Miko de Miercurea Ciuc